# Rudolf Edlinger
Rudolf Edlinger (Vienna, 20 febbraio 1940 – 21 agosto 2021) è stato un politico e dirigente sportivo austriaco.
Ha ricoperto la carica di presidente del Rapid Vienna.

## Biografia
Nato a Vienna, Edlinger entrò nella scuola per litografi a 14 anni e cominciò quest'attività nel 1957, continuando ad esercitare sino al 1962. Fu anche calciatore a livello giovanile nel Nußdorfer AC. Nel 1964 divenne segretario della sezione distrettuale di Währing del Partito Socialdemocratico d'Austria, carica che ricoprì sino al 1968. L'anno seguente entrò a far parte del consiglio comunale della capitale austriaca, nel quale rimase per i successivi 20 anni.
Nel 1976 divenne segretario del partito per l'intera Vienna, restando in quest'ufficio sino al 1981. In seguito, fino al 1986 fu capogruppo del SPÖ presso il parlamento regionale. Dal 1986 al 1994 fu assessore per i lavori pubblici e, dal 1994 al 1997, assessore per le finanze della municipalità viennese. Nel frattempo aveva assunto la sua prima carica interna al Rapid Vienna, divenendo, nel 1989, parte del consiglio d'amministrazione, del quale assunse la presidenza nel 1994.
Il 28 gennaio 1997 assunse la carica di Ministro delle finanze, nel governo del socialdemocratico Viktor Klima. Il suo mandato terminò il 4 febbraio 2000. Sedette in parlamento sino al 19 dicembre 2002, data in cui si ritirò definitivamente dalla vita politica.
L'anno precedente, Edlinger aveva accettato la carica di presidente del Rapid Vienna, succedendo a Peter Weber, in carica dal 1999. Risulta il secondo presidente più longevo della storia del club, avendo concluso nel 2013 il suo 12º anno di mandato, preceduto solo dai 16 anni di Josef Schwarzl, presidente dal 1946 al 1962. Ha dichiarato di essere stato tifoso del Rapid sin da quando aveva 6 anni.
Sotto la sua presidenza il club ha vinto due volte il campionato nazionale, nel 2004-2005 e 2007-2008. Tra i suoi successi anche la Coppa Intertoto 2007.
Il 31 marzo 2003 ha assunto la presidenza del Centro di documentazione per la resistenza austriaca, ente che coordina la ricerca e la conservazione della memoria sull'Austria occupata dai tedeschi (1938-1945).